# Villes-sur-Auzon
Villes-sur-Auzon ist ein südfranzösischer Weinort und eine Gemeinde (commune) mit 1.292 Einwohnern (Stand 1. Januar 2022) im Département Vaucluse in der Region Provence-Alpes-Côte d’Azur.

## Lage und Klima
Der Ort Villes-sur-Auzon liegt auf dem Ostufer des Flüsschens Auzon etwa 12 km (Luftlinie) südlich des Mont Ventoux und etwa 20 km (Fahrtstrecke) östlich der Stadt Carpentras in einer Höhe von ca. 290 m. Das Gemeindegebiet gehört zum Regionalen Naturpark Mont-Ventoux. Das Klima wird einerseits vom Mittelmeer bestimmt, andererseits spielen auch die heftigen und zum Teil kalten Mistral-Winde des Rhônetals eine wichtige Rolle; Regen (ca. 710 mm/Jahr) fällt überwiegend im Winterhalbjahr.

## Bevölkerungsentwicklung
| Jahr                       | 1800 | 1851 | 1901 | 1954 | 1999 | 2018 |
| Einwohner                  | 1269 | 1567 | 1089 | 710  | 1030 | 1282 |
| Quellen: Cassini und INSEE |      |      |      |      |      |      |

Der bereits in der zweiten Hälfte des 19. Jahrhunderts einsetzende Bevölkerungsrückgang ist im Wesentlichen auf die Reblauskrise im Weinbau, die Mechanisierung der Landwirtschaft, die Aufgabe bäuerlicher Kleinbetriebe („Höfesterben“) und die daraus resultierende Arbeitslosigkeit auf dem Lande zurückzuführen. Erst in den 1980er Jahren begann als Auswirkung des wieder aufblühenden Weinbaus und des Tourismus ein erneuter Anstieg der Einwohnerzahlen.

## Wirtschaft
Villes-sur-Auzon ist die östlichste Gemeinde des Weinanbaugebietes Côtes du Ventoux; die Trauben werden zusammen mit denen aus dem Nachbarort Mormoiron über eine Genossenschaft vinifiziert und vertrieben. Auch der Anbau von Spargel und Zwiebeln sowie von Kirschbäumen spielt eine gewisse Rolle.

## Geschichte
Die erste urkundliche Erwähnung des Ortes geschah im Jahr 1234. Er gehörte zur Grafschaft Venaissin, die zuerst von den Grafen von Toulouse und von 1309 bis 1376 de facto von den in Avignon residierenden Päpsten regiert wurde. Danach residierten hier nur noch päpstliche Legaten. Im 16. Jahrhundert fiel das Venaissin vorübergehend an die von François de Beaumont geführten Hugenotten. Im 17. Jahrhundert wurde es wiederholt von französischen Truppen eingenommen. Im 18. Jahrhundert gehörte es zur Grundherrschaft (seigneurie) der Bischöfe von Carpentras. Erst im Zuge der Französischen Revolution fiel es auf der Hintergrund einer nicht autorisierten Volksabstimmung im Jahr 1791 an Frankreich zurück.

## Sehenswürdigkeiten

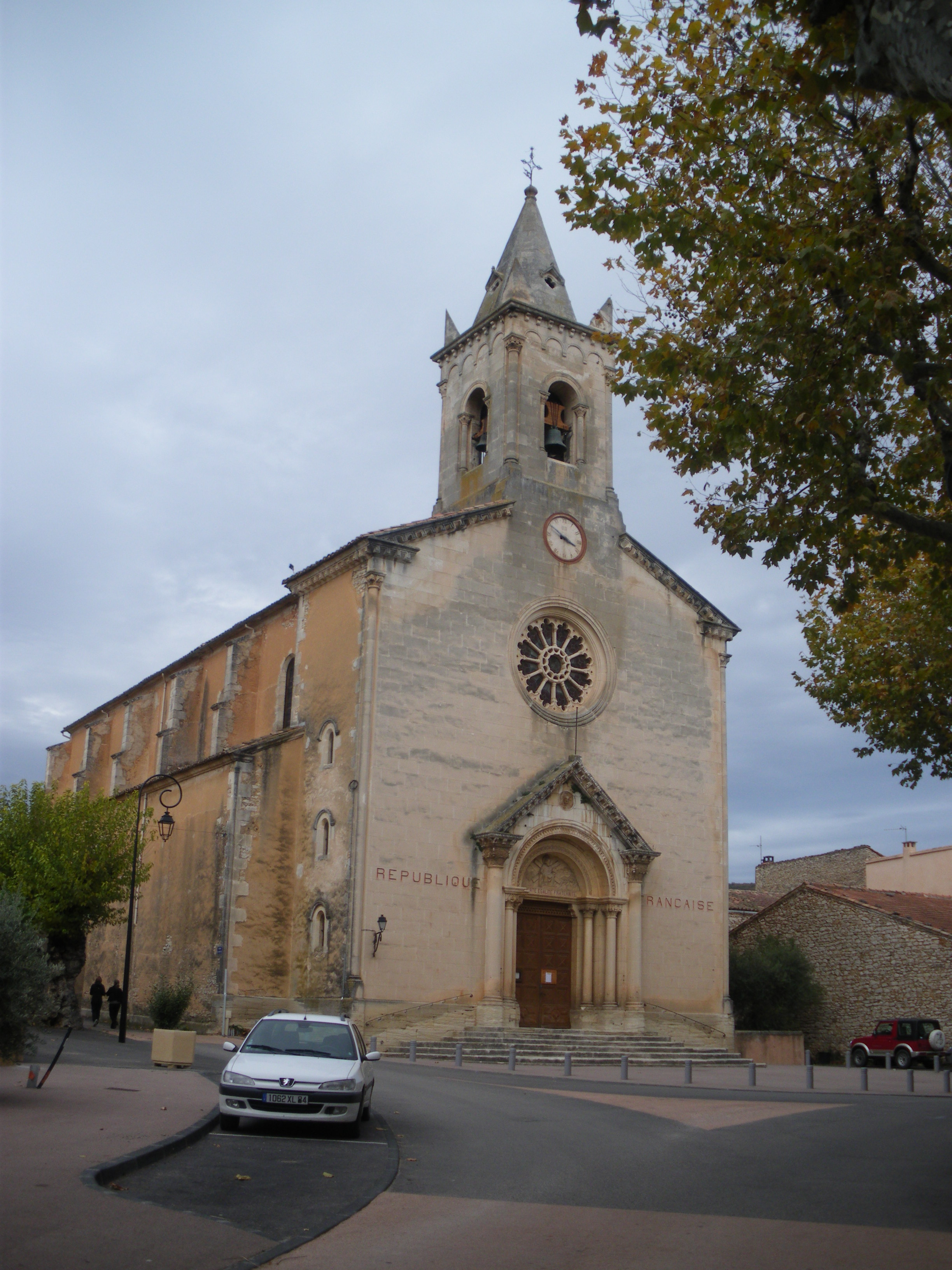
Kirche Saint-André

- Das Ortszentrum ist kreisrund angelegt und entspricht dem eher südfranzösischen Typus einer Circulade.
- Die in Resten erhaltene Stadtmauer (remparts) entstammt dem Spätmittelalter. Das Grand Portail wurde im 18. Jahrhundert eingefügt.
- Obwohl die Église Saint-André erst im Jahr 1854 erbaut wurde, ist quer über die Fassade in Großbuchstaben die Inschrift République Française eingraviert. Auf dem Türsturz (linteau) prangt obendrein die revolutionäre Devise Liberté, Égalité, Fraternité.
- Im Ort finden sich mehrere Brunnen, die ehemals die Wasserversorgung der Bürger gewährleisteten.

Umgebung
- Am Ortsausgang beginnt in Richtung Sault die 17 km lange Straße (D 942) durch die eindrucksvolle Schlucht Gorges de la Nesque.

Blick in die Gorges de la Nesque
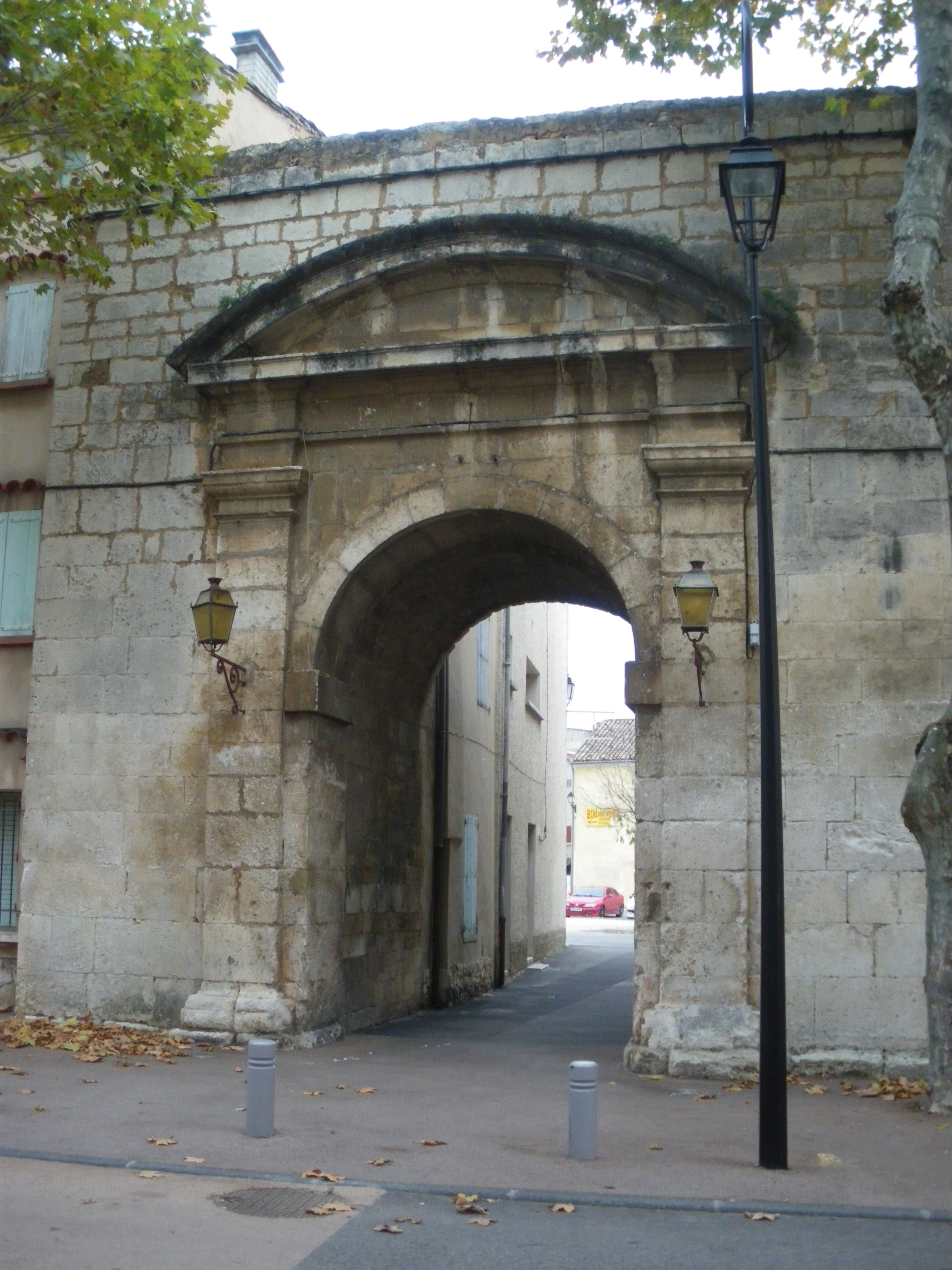
Grand Portail
Alter Brunnen